# Skupienia minerałów
Zasugerowano, aby zintegrować ten artykuł z artykułem Pokrój kryształu. Nie opisano powodu propozycji integracji.
Skupienia minerałów – zrośnięte grupy minerałów wielkości od kilku centymetrów do wielu metrów. Nie jest przy tym istotne, czy kryształy należą do tego samego czy innego rodzaju.
Swój idiomorficzny – prawidłowy kształt mogą kryształy rozwinąć tylko wtedy, gdy nic nie przeszkadza w ich wzroście. Jeśli kryształy stykają się i łączą w trakcie wzrostu, powstałe w ten sposób utwory nazywa się skupieniami lub agregatami.
- formy skupień są w wielu przypadkach typowe dla rodzajów mineralnych (cenne diagnostycznie).
- niektóre rodzaje skupień wskazują również warunki wzrostu minerałów.
- skupienie złożone z wielu kryształów stojących pojedynczo i mających dobrze wykształcone powierzchnie nosi nazwę – szczotki krystalicznej.
- skupienia o dużej powierzchni tworzą skały.

## Skupienia minerałów
- Ze względu na sposób wykształcenia (charakterystyczny wygląd) wyróżnia się skupienia:
  - ziarniste,
  - zbite,
  - ziemiste,
  - sypkie lub proszkowe.

- Ze względu na pokrój kryształów:
  - słupkowe,
  - pręcikowe,
  - igiełkowe,
  - włókniste,
  - listewkowe,
  - tabliczkowe,
  - płytkowe,
  - blaszkowe,
  - łuseczkowe

- W zależności od ułożenia kryształów
  - promieniste,
  - wachlarzowe,
  - włókniste,
  - pilśniowe,
  - snopkowe,
  - łodygowate,
  - rozetowe,
  - sferolitowe,
  - pierzaste,
  - naciekowe,
  - nerkowate, groniaste, kuliste,
  - skorupowe (naskorupienia), powłoki, naloty

## Typowe przykłady skupień minerałów
- szkieletowe – podobne: dendryty, krzewiasto rozgałęzione, drutowe (np. miedź rodzima)
- blaszkowe – podobne: łuseczkowe, rozetkowe (np. gipsowa róża pustyni)
- sferolitowe – podobne: promienisto-włókniste (np. piryt, tzw. pomarańcze)
- ziarniste – złączone ziarna, widoczne gołym okiem (np. oliwin)
- naskorupienia – podobne: naloty, wykwity (np. piromorfit)
- konkrecje – podobne: nerkowate, groniaste, bulwiaste, kuliste (np. „szklane głowy” hematytu).
- równoległe włókniste – podobne: wiązkowe (amiant – odmiana aktynolitu).
- włókniste – podobne: spilśnione: (aktynolit).
- oolitowe – podobne: pizolitowe, miseczkowate (np. grochowiec – odmiana aragonitu).

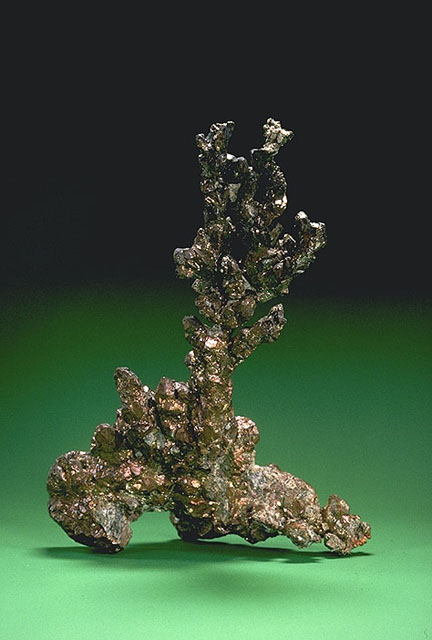
skupienie drutowe – miedź
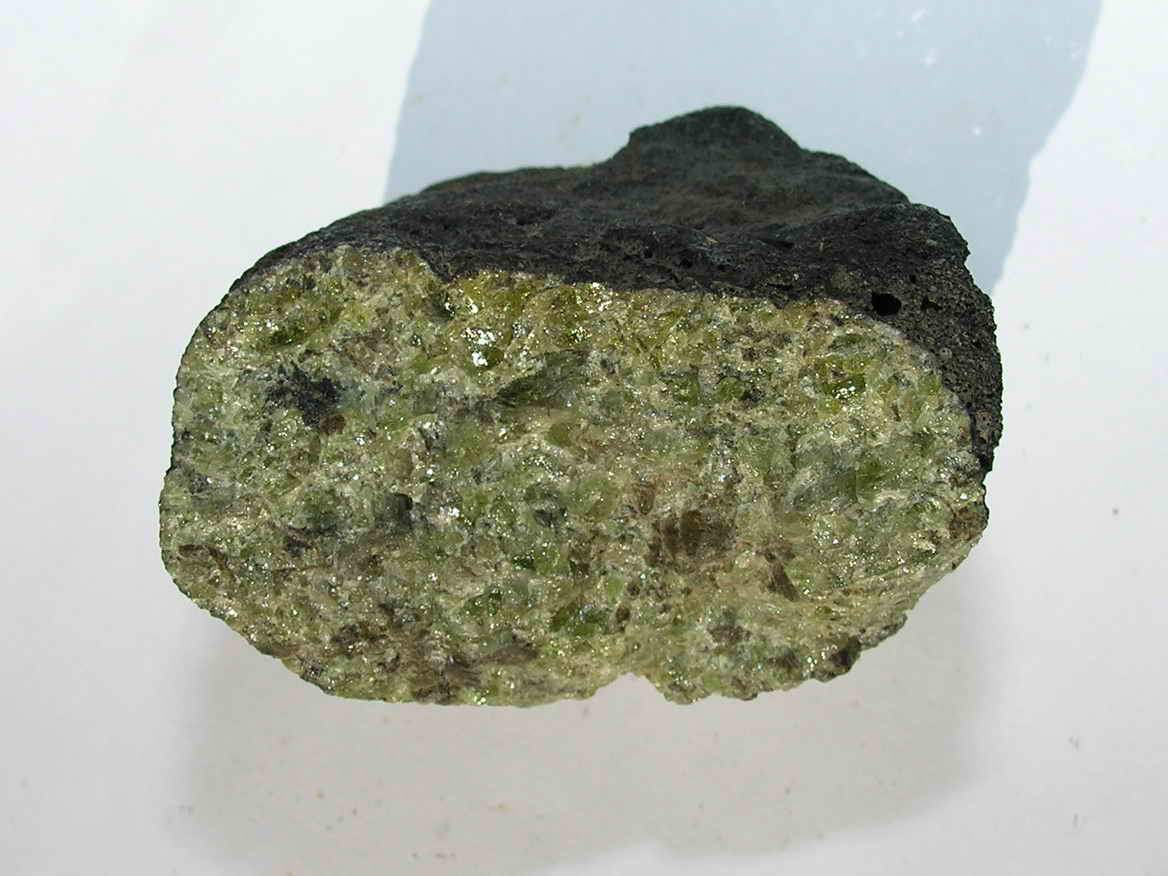
skupienie ziarniste – oliwin
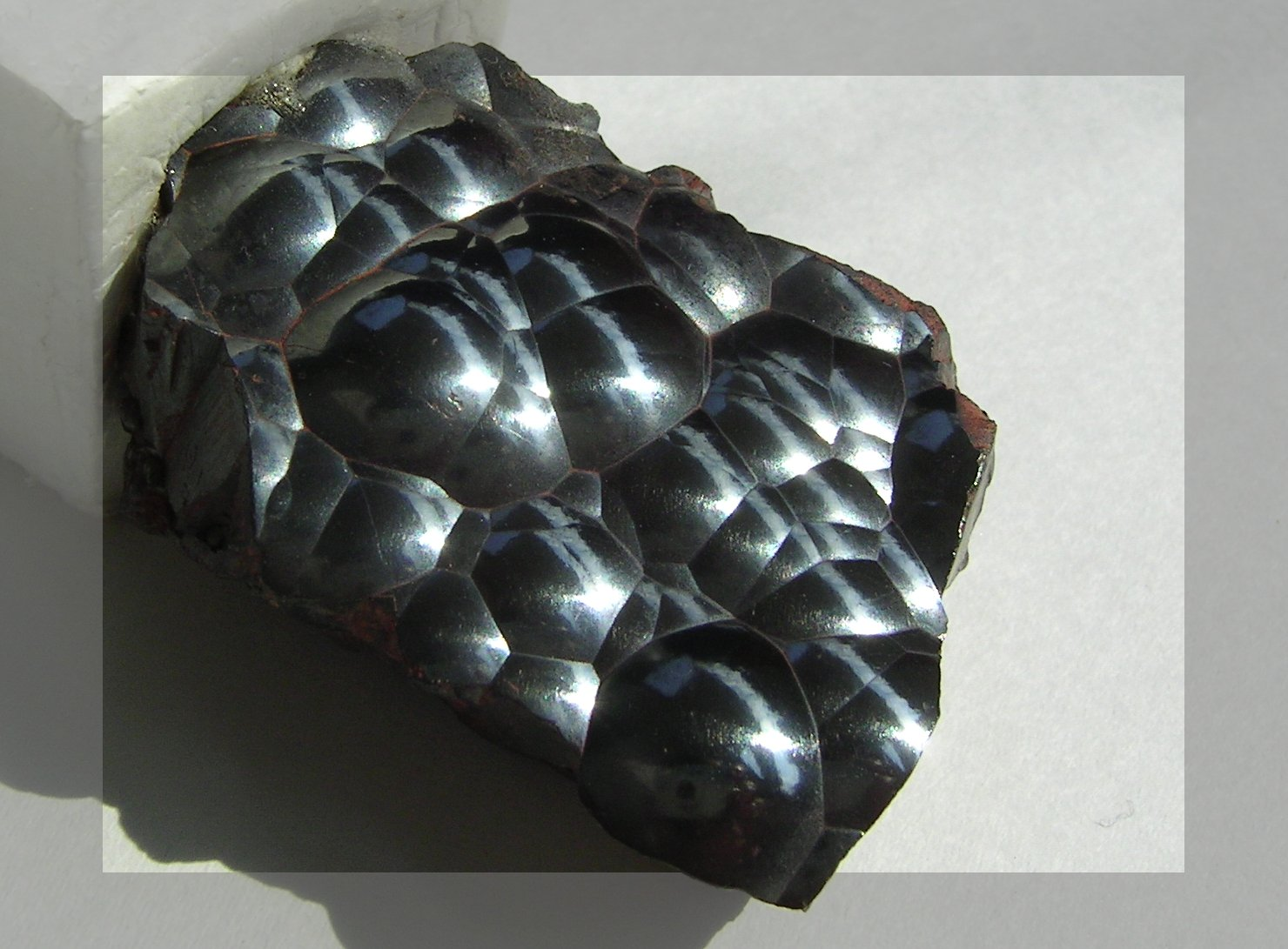
skupienie nerkowate – hematyt
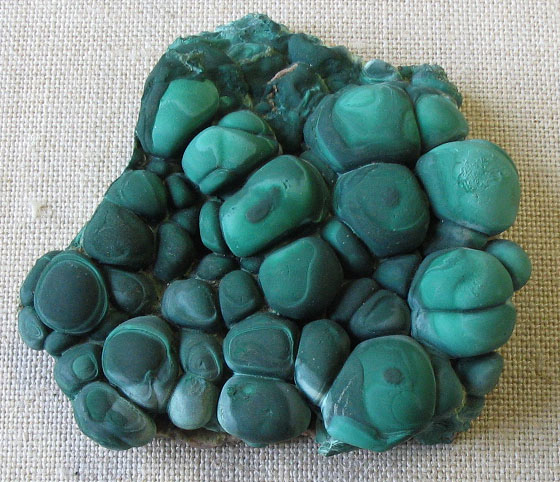
skupienie bulwiaste /groniaste -malachit
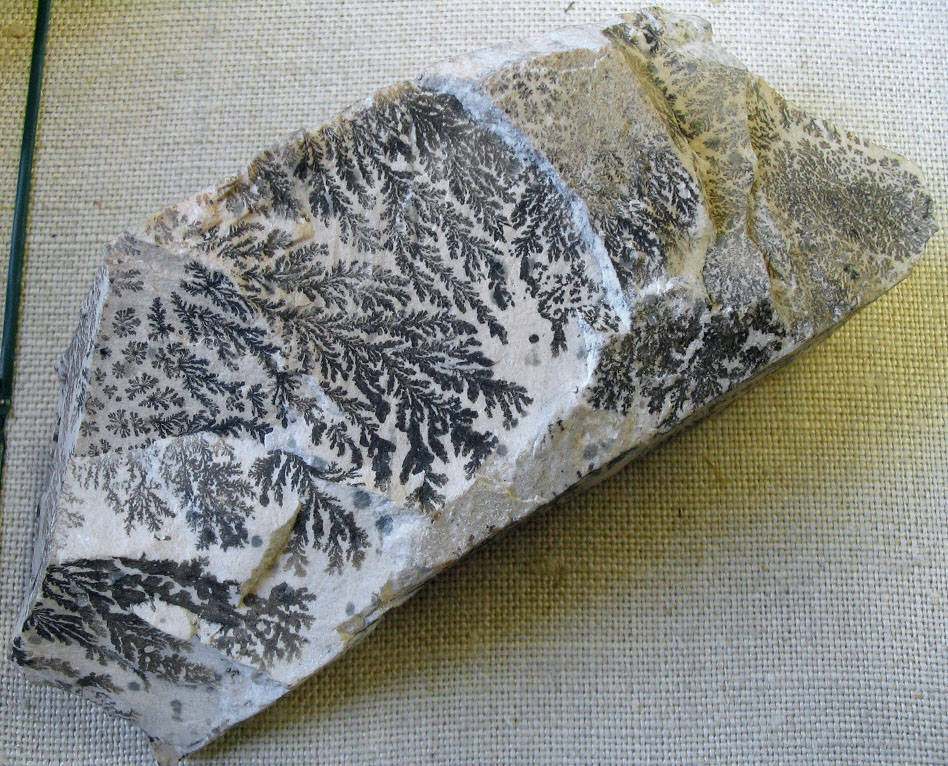
skupienie dendryczne – piroluzyt
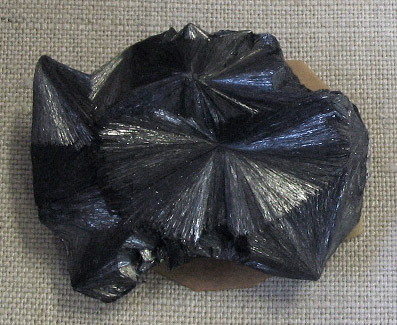
skupienie promieniste – piroluzyt
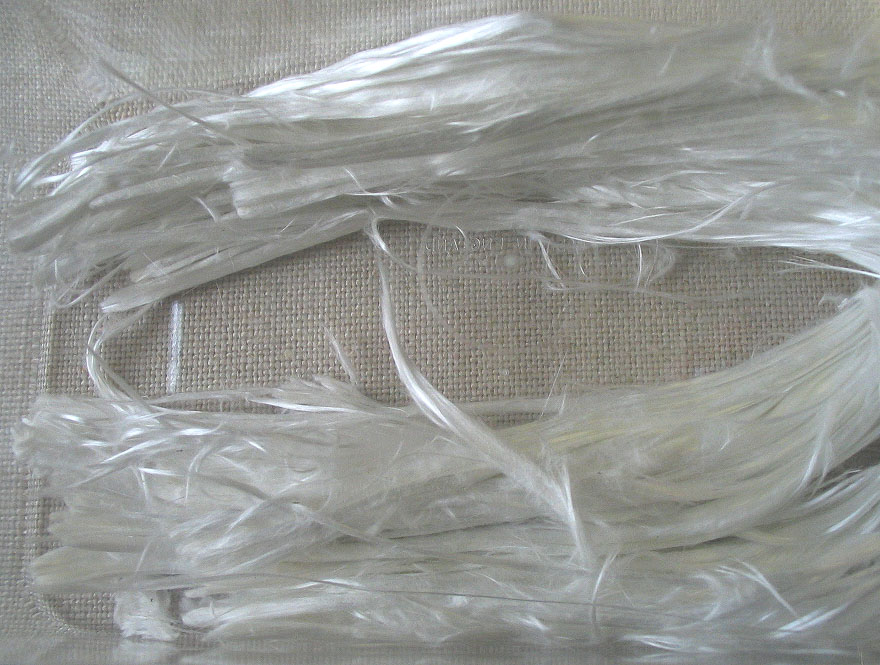
skupienie włókniste – azbestu
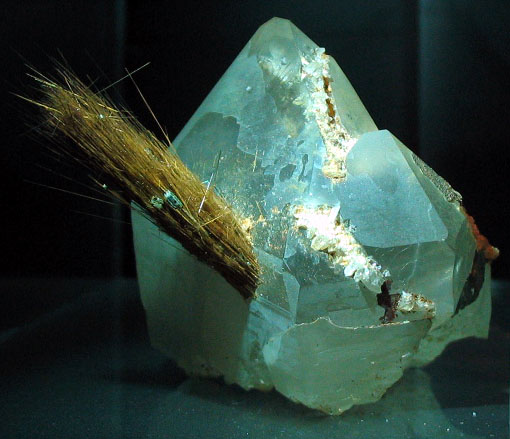
skupienie wiązkowe – rutyl
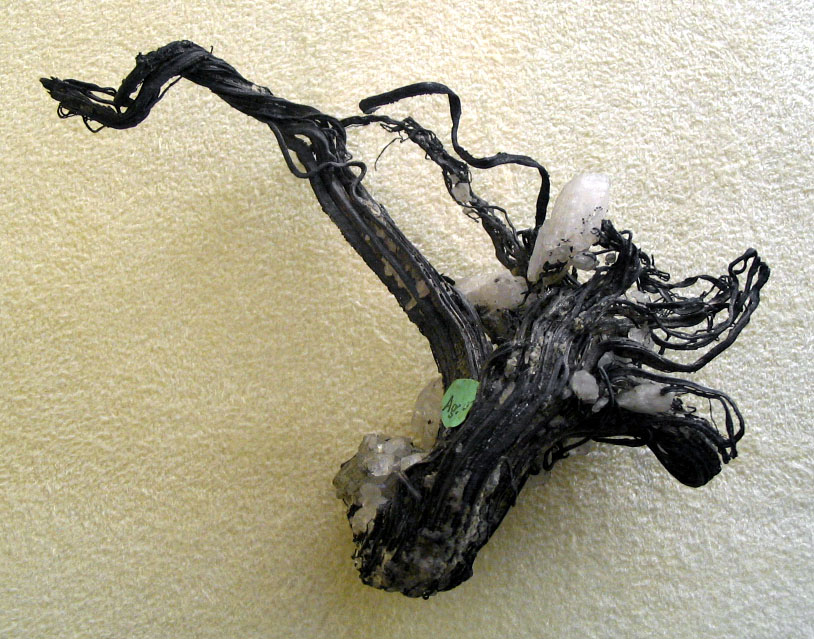
skupienie drutowe – srebro
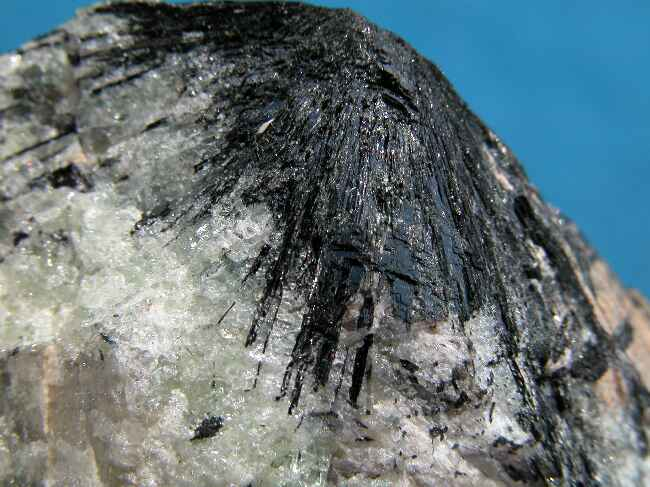
skupienie promieniste – egiryn
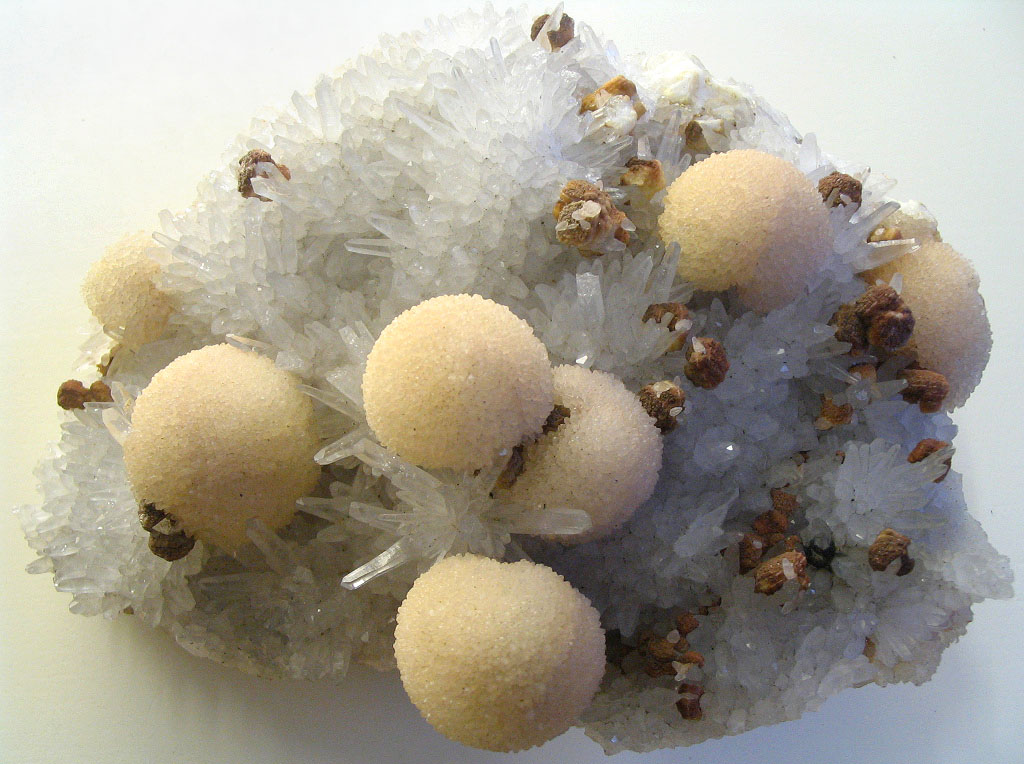
skupienie kuliste – kalcytu
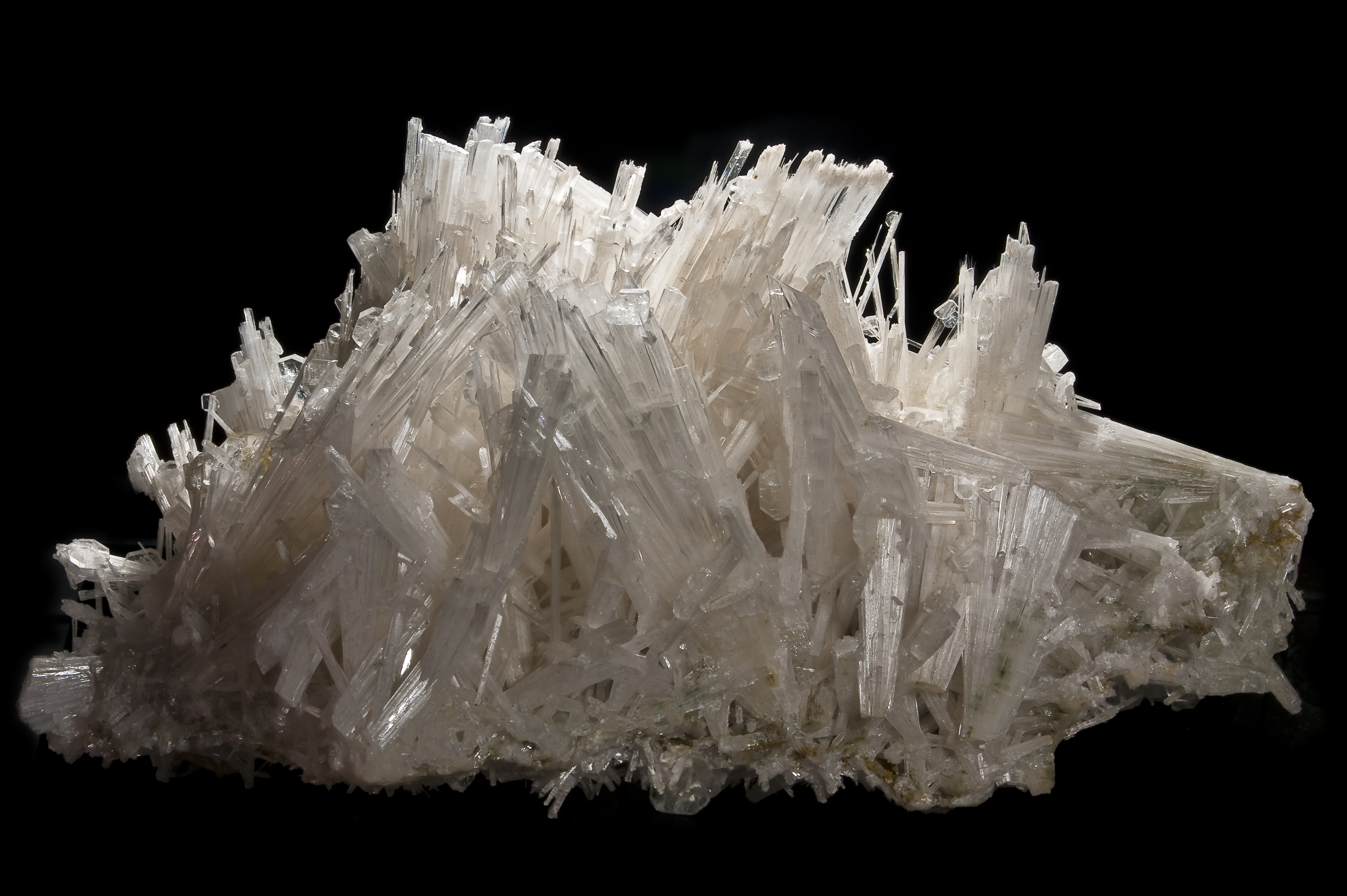
skupienie igiełkowe – skolecytu
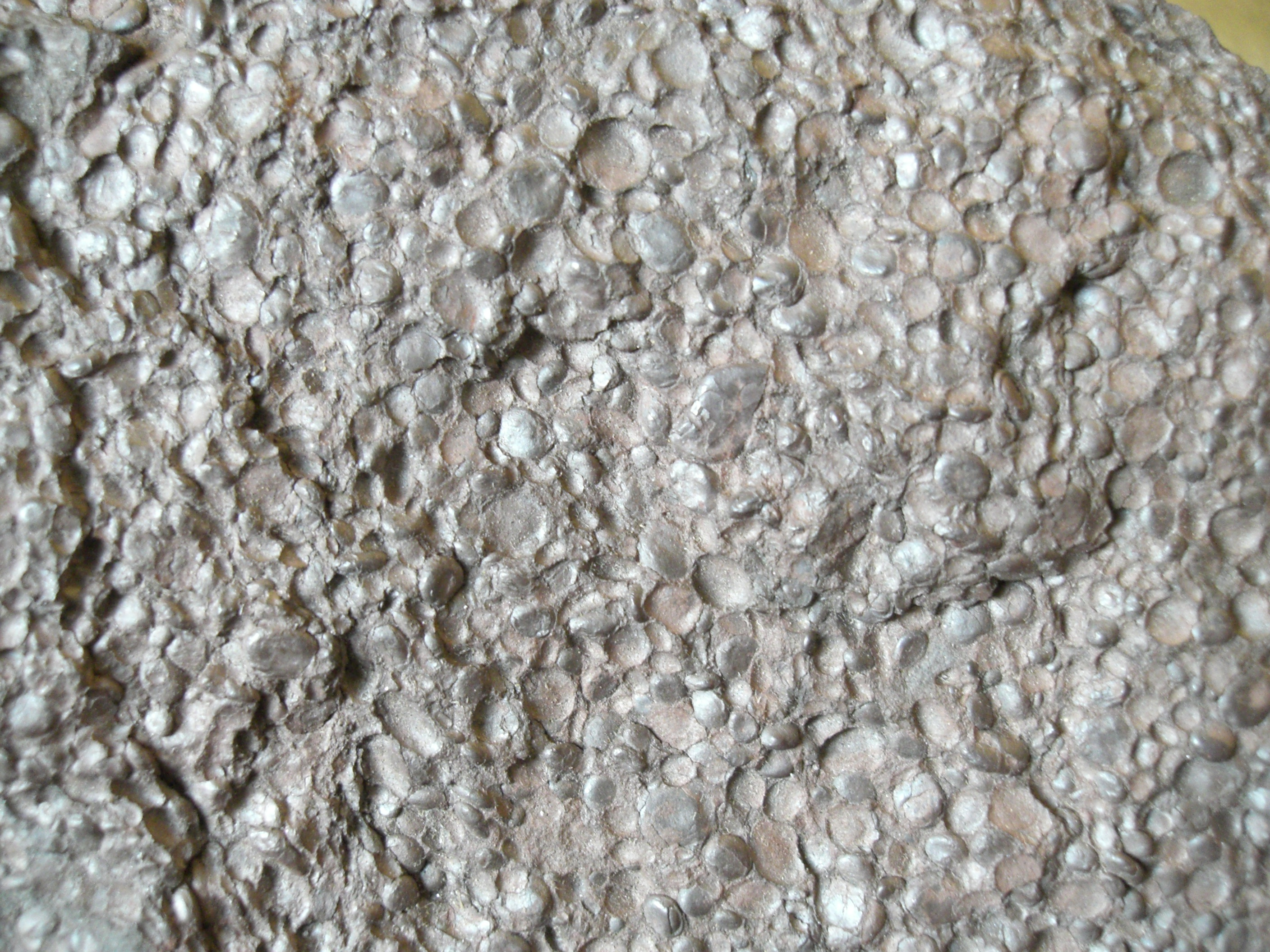
skupienie oolitowe - żelaza